# Isola Galera
Galera è un'isola dell'Italia appartenente all'arcipelago delle isole Egadi, in Sicilia.
Quasi un grosso scoglio, amministrativamente appartiene a Favignana, comune italiano della provincia di Trapani.
Si trova nei pressi della costa sud-occidentale dell'isola di Favignana.